# 楽天ポイント
楽天ポイント（らくてんポイント）は、楽天グループが展開し、楽天ペイメントが運営するポイントプログラムである。かつては楽天株式会社（現：楽天グループ株式会社）が運営していたが、グループ内再編により2019年4月1日で発足した楽天ペイメント株式会社へ移管された。2020年2月までは楽天スーパーポイントの名称であったが、同年3月1日に現名称へ改称した。楽天市場や楽天ブックス、楽天トラベルなどの楽天グループに加え、グループ外の「楽天ポイントカード加盟店」でも利用できる。
本項では、楽天ポイントを共通ポイントシステムとして実店舗で利用可能にする「楽天ポイントカード」についても記述する。以下「ポイント」とは「楽天ポイント」を指す。

## 概要
日本の大手ECサイト楽天市場の他、楽天ブックスや楽天トラベルなどの楽天グループの各サービスで利用可能である。楽天ポイントカード加盟店でも利用できる。

### 利用可能サービス
- 楽天グループ
  - 楽天市場
  - 楽天ブックス
  - 楽天トラベル
  - 楽天オークション
  - 楽天カード - 利用金額に応じてポイントが還元される。
  - 楽天Edy - 相互交換の他、楽天Edyで決済時にポイントを貯める設定が可能である。
  - 楽天ペイ（旧 楽天ID決済）[2] - 提携サイトで楽天IDを用いて決済すると、楽天内のサービス同様にポイントを使用可能で、ポイントが貯まる。
  - Kドリームス - 楽天ポイントで競輪の車券を購入できる。
  - 他
- 楽天ポイントカード

## 楽天商圏内の利用
楽天では、通常は購入金額の原則1パーセント (%) 分のポイントが貯まり、1ポイントを1円として50ポイントから1ポイント単位（楽天トラベルは100ポイントから100ポイント単位）で使用可能である。ポイントの有効期限はポイントの最終付与日から約1年間 である。期間限定ポイントは、通常ポイントの有効期間に関係しない。ポイント使用時に期間限定ポイントがある場合は期限が近い方から自動的に優先して使用される。楽天市場のポイント付与料は、基本的に出店者負担となる。
ちなみに、楽天ポイントは利用時には会計上は値引きとして取り扱われる。そのため、例えば50ポイントをお店で使った場合は、50円引きとして会計・税務上は処理される。
楽天市場や楽天ブックスでの利用時には複数商品を買っても完全に同一商品以外は個別に計算される。書籍類の場合は同一シリーズであっても同一巻でなければ合算はされない。ポイント使用による割引分にはポイント付与があるがクーポン利用時の割引分にはポイント付与がない。送料や振込手数料などの決済手数料にもポイントは付与されない。
ポイント加算例：（下記はすべて税抜価格）
- 150円の商品Aと180円の商品B=2ポイント付与
- 150円の商品Cを2個=3ポイント付与
- 125円の商品Dを2個と150円の商品E=3ポイント

## 楽天ポイントカード
楽天ポイントを実店舗で共通ポイントサービスとして利用可能にするポイントカードである。2014年10月1日からRポイントカードの名称でサービスを開始した。ポイント還元率などは加盟店毎に異なり、ポイントは貯まるが使用できない加盟店もある。
楽天IDに対してカードの番号を紐付け登録することでポイントの利用が可能になる。番号を登録しなくてもポイントを貯めることはできるがポイントを使用することはできず、貯まったポイントは12か月で消滅するためそれまでに登録する必要がある。紐付けることで楽天IDのポイントと統合される。1つの楽天IDにつき15枚までカードの番号を登録可能である。サービス開始当初は3枚までだった。後述のスマホアプリおよび楽天カード発行のクレジットカードに付加されたポイントカード機能については、15枚とは別枠で登録される。カード番号毎にカードの利用停止、削除が行える。
加盟店によってはオリジナルデザインのポイントカードを配布している。楽天Edyの機能がついた「Edy-楽天ポイントカード」など、一部有料のカードもある。iOS・Android向けのポイントカードアプリも配布しているが一部利用できない店舗がある。
楽天ポイントカード加盟店のポイント付与料負担は競合サービスに比べ低い水準と報じられている。
ポイントの利用はサービス開始当初からしばらくは楽天内のサービスと同様に50ポイントからだったが、2015年8月20日から順次1ポイントからの利用が可能になった。
2015年11月5日から、「楽天グループの共通ポイントカード」としての認知拡大を目的として、Rポイントカードから楽天ポイントカードに名称変更した。この際にロゴマークも変更されたが、2018年10月1日に3代目となる現在のロゴマークに改めて変更された。

### 加盟店

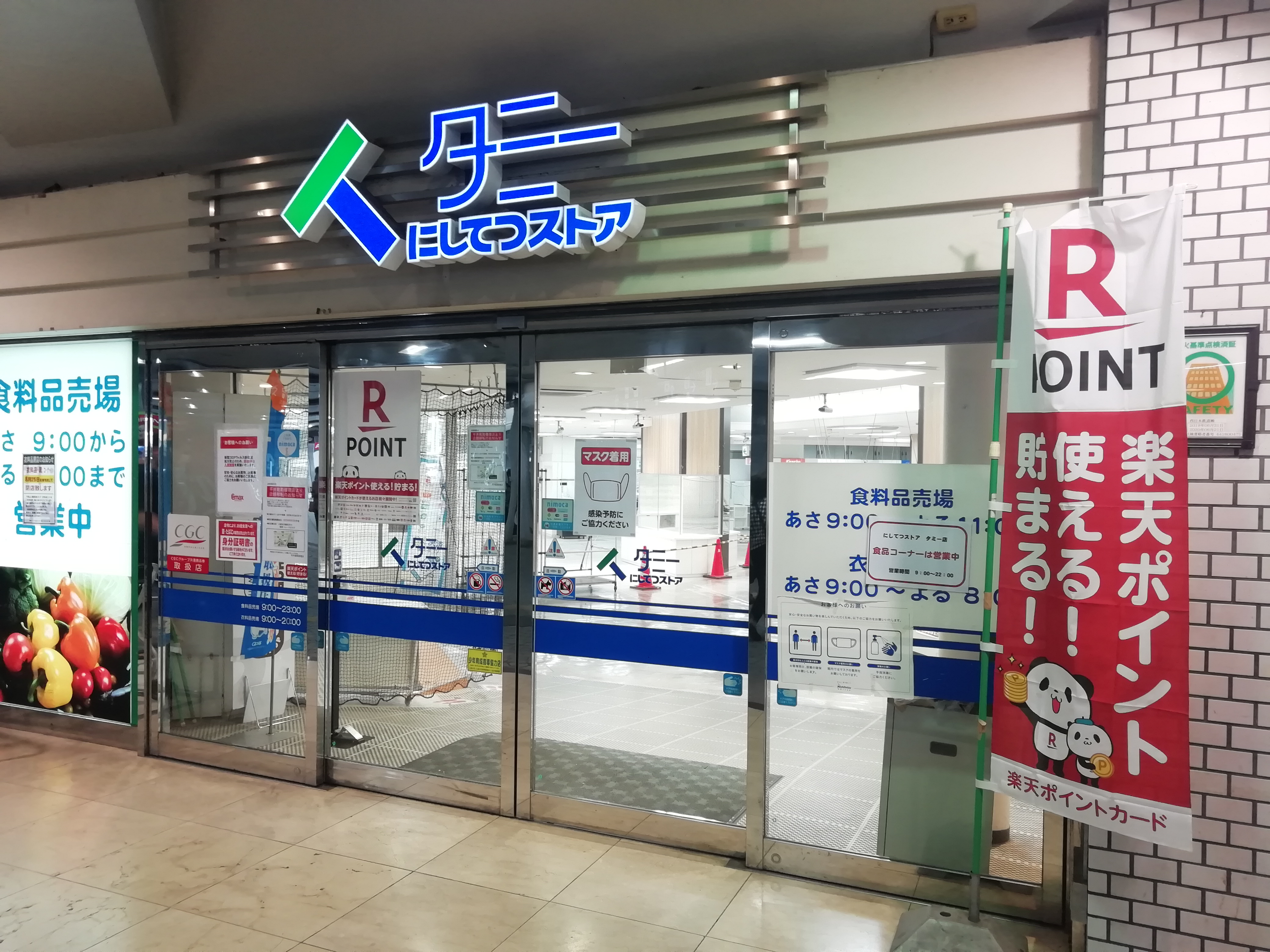
加盟店の例・西鉄ストア久留米タミー店入口（福岡県）

2024年10月1日時点 ☆は、自社で楽天ポイントカードを発行している企業。★は、自社でEdy-楽天ポイントカードを発行している。
- ダスキンのミスタードーナツ／モスド☆
- くら寿司☆
- ポプラ／生活彩家／くらしハウス／スリーエイトの各ブランド☆★ - ローソン・ポプラの店舗はローソン扱いのため対象外
- 出光興産☆[12]
- 大丸
- 松坂屋
- PRONTO★
- パレットプラザ・55ステーション
- 得タク
- アリさんマークの引越社
- 日通（引越）
- サカイ引越センター
- 玉光堂
- 葬儀会館ティア
- 太陽石油（SOLATO）☆
- 上新電機☆ - ジョーシンカード会員のみ利用可能。楽天ポイント付与分のジョーシンポイントが減算される。
- 伊藤忠エネクス（エネフリ）☆
- エネクスフリート☆
- つるやゴルフ☆
- 西部ガス
- ダイコクドラッグ☆
- カメイ
- コナカグループ☆
- ツルハホールディングス（ツルハドラッグ／くすりの福太郎／ウォンツ／ドラッグストアウェルネス／くすりのレデイ・メディコ21／B&Dドラッグストア／杏林堂スーパードラッグストア／ドラッグイレブン、ドラッグイレブンは2021年10月1日以降順次対応[13]）☆ - ローソン・ツルハドラッグ（ローソンでのポイントサービスに準ずるため）および沖縄県内の「ツルハドラッグ」とファミリーマート一体型の「ドラッグイレブン」では利用不可[14]。
- ビューホテルズ☆
- フレスポ八潮☆
- BRUNCH大津京・BRANCH神戸学園都市・BRUNCH岡山北長瀬☆
- マツゲン★
- ライトオン☆
- 山崎製パン・たけや製パン・工藤パン（デイリーヤマザキ／ニューヤマザキデイリーストアの店舗）☆★
- キグナス石油☆
- 日本駐車場開発
- コメ兵☆
- コスモ石油☆
- コーナン☆
- リンガーハット☆
- 幸楽苑☆
- コミックとらのあな（導入当初は東京都・千葉県・大阪府の一部店舗のみ[15] であったが、2019年3月時点で五大都市圏および周辺地域と仙台市の一部店舗へ[16]、2020年4月15日以降全店舗に拡大した。）
- ビックカメラ
- 不二家☆
- ゼンショーホールディングス（すき家／はま寿司／ココス／ビッグボーイ／ジョリーパスタ／熟成焼肉いちばん／焼肉倶楽部いちばん／牛庵／宝島／華屋与兵衛／久兵衛屋／なか卯）☆ - ただし「ココス」はファイブスターが運営する店舗は利用不可。「すき家」では他のゼンショーグループ店舗とは異なるオリジナルデザインのポイントカードを配布している。
- サンドラッグ（株式会社星光堂薬局運営のドラッグトップスでも導入）☆
- アルペングループ（アルペン／スポーツDEPO／GOLF5）☆
- ロイヤルホスト・カウボーイ家族☆
- ジェームス☆
- ファミリーマート[17]
- 丸善CHIホールディングス（丸善／ジュンク堂書店）
- 吉野家[18]
- コジマ
- ハークスレイ（ほっかほっか亭／アルヘイム）☆ - ただしほっかほっかフーヅおよびみちのくジャパンの運営する店舗では利用不可、ポイントの利用は10ポイント単位
- サンマルクホールディングス（サンマルクカフェ／バケット／BISTRO309／鎌倉パスタ／石焼炒飯店／台湾小籠包／神戸元町ドリア／倉式珈琲店の各ブランド）[19]
- 壱番屋（カレーハウスCoCo壱番屋／パスタ・デ・ココ／麺屋ここいち／にっくい亭の各ブランド） ☆[20]
- 東急ホテルズ[21]
- すかいらーく（ガスト／バーミヤン／ジョナサン／しゃぶ葉／夢庵／ステーキガスト／むさしの森珈琲／から好し／藍屋／グラッチェガーデンズ／LaOhana／魚屋路／とんから亭／ゆめあん食堂の各ブランド）
- ニッポンレンタカー
- 金秀商事（タウンプラザかねひで／かねひでジップマート）★
- 東急ハンズ
- 東急ストア[22]
- 東急百貨店
- ビームス☆
- エディオン・100満ボルト
- はなまる（はなまるうどん／うまげな／つるさく／さぬき麺屋の各ブランド）[23]
- ENEOS（ENEOS EneJetの店舗を含む）☆
- 西友／リヴィン☆★[24]
- 西鉄ストア★
- エースワン★
- サンプラザ★
- ダイレックス☆
- 伊徳
- VHリテールサービス（メガネスーパー／メガネハウス／シミズメガネ／メガネのオオツカ／メガネのタカハシ／EYESSTYLE）[25]
- 日本ケンタッキー・フライド・チキン[26][27]
- イエローハット（一部店舗での導入）[28]
- ジャンボエンチョー☆
- ヤマザワ[29]
- 富士薬品（ドラッグセイムス／アメリカンドラッグ／ドラッグストアスマイル／ジャストドラッグ／シバタ薬品／スーパードラッグキリン／ドラッグユタカ／くすりの太陽堂／ドラッグストアエース／くすりの救命堂の各ブランド）[30]
- ベイシア[31]
- ゆめマート熊本（旧西友・サニー店舗のみ導入）[32]
- オートバックスセブン
- アークランズ
- キャメル珈琲（カルディコーヒーファーム）[33]
- サントリービバレッジソリューション（ジハンピ対応自動販売機にて導入）[34][35]
- 他

### 加盟予定店
カッコ内はサービス開始予定時期
- 丸喜（2024年春以降）☆★[36]
- スーパーアルプス（2024年春以降）[37]
- セイコーマート（時期未定）[38]

### 以前の加盟店
- ミュゼプラチナム（2015年9月14日終了）
- 釧路ポイントカード事業協同組合（2017年11月15日終了）★
- ファミリーマートのサークルKおよびサンクスの各ブランドの店舗（2016年8月31日以前は、株式会社サークルKサンクス）☆★ - 別途、+K会員に登録することでいくつかの会員特典が得られた[39]。2018年11月30日までにサークルK・サンクスの全店舗がファミリーマートへ転換・統合され、+K会員サービスも終了されるのに先立ち、2017年8月から9月にかけて、元からファミリーマートで提供しているファミマTカードのサービス（一部サービスは、ブランド転換まで対象外）へ順次移行することになり、楽天ポイントカードのサービス提供は2017年9月30日に終了したが[40][41]、2019年11月26日にファミリーマートが楽天ポイントを導入して、旧「サークルK」「サンクス」ブランドの店舗でも楽天ポイントのサービス提供が再開され[17]、以前にサークルKやサンクスにて発行された+K 楽天ポイントカードもファミリーマートにて利用可能となった[42]。
- しゃぶしゃぶ温野菜（2020年12月6日終了）[43]
- ペッパーランチ（2021年4月30日終了）☆[44]
- スタジオパレット（2022年1月31日終了）[45]
- コメダ珈琲店・石窯パン工房ADEMOK（沖縄県の店舗のみ導入であったが、2022年4月28日終了）[46]
- ココカラファインヘルスケア（2022年10月31日終了）[47]
- 日本マクドナルド☆（2024年1月14日終了）[48]
- 大戸屋ごはん処☆（2024年3月31日終了）[49]
- 丸亀製麺（2024年5月31日終了）[50][51]
- 築地銀だこ☆（2024年9月30日終了）[52][53]

## トラブル・事件

### ポイントキャンペーン不備
2005年12月初旬から全日本空輸、AOL、朝日新聞社等の企業と提携し、会員番号の入力やバナー広告のクリックでポイントを獲得できるというキャンペーンであったが、複数の提携キャンペーンを回れば、1アカウントで合計約2,000円相当のポイントを獲得できた。その為、これらのキャンペーンのURLが2ちゃんねるやブログ等で話題となり、さらに一人で大量のアカウントを取得する手法が紹介されると、2,000円未満の商品を大量に購入する者も現れた。一部の2ちゃんねるユーザーが、アカウント取得とポイント取得を自動化するソフトウェアを公開したこともこれに拍車をかけた。
楽天の規約では、複数アカウントの所持を禁じておらず、このキャンペーンにはポイント取得人数の制限もなかったが、2006年1月9日、突如キャンペーンの中止を発表し、正当な取得かどうかにかかわらず、当該キャンペーンで取得したポイントをマイナスする操作を行なった。既にポイントを使用して残高がマイナスになっている場合はユーザーに請求メールが送られた。翌日以降、楽天が正当な取得と判断したポイントに対しては返還がなされたが、判断基準については公表されていない。これらの騒動が新聞各紙面でも報道されて楽天市場はおよそ5,000万円の出費を招いた。

### ポイント盗難
2013年7月、楽天スーパーポイントが電子マネー楽天Edyに不正移行される被害が出ていたと報じられた。楽天は、他社サイトから流出したとみられるIDとパスワードが不正利用されたと説明し、本件でポイント不正取得されたと判明した会員にはポイントを補償すると表明している。2013年12月、ポイントを盗み電子マネーにした中国人が逮捕されたと報じられた。
なお、2015年4月18日閲覧時点でのポイント利用規約第11条第2項には、第三者による不正使用でも楽天はポイント返還をせず、損害について一切責任を負わないと記している。